# Borgholms distrikt
Borgholms distrikt är ett distrikt i Borgholms kommun och Kalmar län på norra Öland. 
Distriktet omfattar huvuddelen av tätorten Borgholm. 

## Tidigare administrativ tillhörighet
Distriktet inrättades 2016 och utgörs av en del av det område som utgjorde Borgholms stad före 1971, delen som staden omfattade före 1969.
Området motsvarar den omfattning Borgholms församling hade vid årsskiftet 1999/2000.